# Rittana
Rittana är en ort och kommun i provinsen Cuneo i regionen Piemonte i Italien. Kommunen hade 104 invånare (2018).